# Maverick Morgan
Maverick Morgan (Springboro, Ohio, 24 de agosto de 1994) es un exbaloncestista estadounidense que disputó dos temporadas como profesional. Con 2,08 metros de estatura, jugaba en la posición de pívot.

## Trayectoria deportiva

### Universidad
Jugó cuatro temporadas con los Fighting Illini de la Universidad de Illinois en las que promedió 5,6 puntos y 2,7 rebotes por partido.

### Profesional
Tras no ser elegido en el Draft de la NBA de 2017, en el mes de julio firmó su primer contrato profesional con el GTK Gliwice de la PLK, la primera división polaca. Jugó una temporada como titular, en la que promedió 12,8 puntos y 5,8 rebotes por partido.
En agosto de 2018 firmó con el BC Prienai  de la liga lituana, pero únicamente llegó a disputar cinco partidos, en los que promedió 4,0 puntos y 3,0 rebotes, antes de ser cortado. Poco después, en noviembre fichó por el equipo canadiense de los St. John's Edge, pero tras dos partidos quedó fuera del equipo.
Días después retornaba al GTK Gliwice, donde acabó la temporada promediando 8,9 puntos y 4,9 rebotes por partido.